# Йоханес I от Залцбург
Йоханес I (на немски: Johannes I; * пр. 739, † 10 юни 746 или 747) е първият епископ на новоосновата диоцеза Залцбург (739 – 746) и абат на манастир „Санкт Петер“.

## Управление
Папският легат Бонифаций създава през 739 г., заедно с баварския херцог Одило, четири диоцези (епископства) с точни граници. Йоханес получава от Бонифаций Залцбург, първото и най-могъщо от тези баварски епископства. Папа Захарий дава на Йоханес Карантания (долу-горе днешна Каринтия) като територия за мисионерство и диоцеза. Той получава подаръци в Изенгау и в Алпите.